# 고양 요금소
고양 요금소(高陽料金所, Goyang TG)는 경기도 고양시 덕양구 수원문산고속도로 52-1 (성사동)에 위치한 평택파주고속도로 본선 상의 요금소와 평택파주고속도로, 수도권제1순환고속도로 고양 분기점의 진출입로에 있는 고양 요금소, 수도권제1순환고속도로 고양 나들목의 진출입로에 있는 고양 요금소로 나뉜다. 여기에서 말하는 고양 요금소는 평택파주고속도로 본선 상의 요금소를 말한다.
이 요금소는 고양휴게소 인근에 있으며, 2020년 11월 7일 평택파주고속도로 서울 ~ 파주 구간이 개통되면서 영업을 개시했다. 요금소 내에 다차로 하이패스 시스템이 설치되어 있다. 관리는 서울문산고속도로 고양영업소에서 하고 있다.

## 연혁
- 2020년 11월 7일 : 평택파주고속도로 서울 ~ 파주 구간 개통과 함께 영업 개시[1]